# Мачин
Мачин (на румънски: Măcin, Мъчин) е град и административен център в окръг Тулча, Северна Добруджа, Румъния. Градът е пристанище на река Дунав.

## История
Данни за град с това име и на това място дава първи андалуско-сицилианският пътешественик ал-Идриси. Според него град Мачин, при устието на Дунава, е цветущ град през XI—XII в. с обширни местности, обработени полета и земеделски култури, всякакви видове зърнени храни на ниски цени.
До 1940 година Мачин е с преобладаващо българско население, което се изселва в България по силата на подписаната през септември същата година Крайовска спогодба.

## Личности
Родени в Мачин
- Тодор Гладиев, български революционер от ВМОРО, четник на Никола Георгиев Топчията[2]
- Тодор Соларов (1865 – 1920) капитан І ранг, началник на Машинното училище при флота през 1900 – 1906 г.,
- Владимир Тодоров, Ботев четник,
- Никола Бацаров (? – 1890), първият български електроинженер[3]